# Da me
«Da me» (estilizado como «Da Me») es una canción de la cantautora española Bad Gyal. Fue publicada el 6 de junio de 2025 a través de Universal Music Latino e Interscope Records.
El sencillo es el primero en solitario de Bad Gyal después de año y medio publicando varias colaboraciones, como «Comernos» con Omar Courtz, «Angelito» con Trueno y «Perdió» con Ivy Queen. 

## Composición
«Da me» tiene una duración de dos minutos y veintiséis segundos. Bad Gyal escribió la letra de la canción, junto a Jorge Alberto, Akil King, Daniel Esteban, Manuel Lorente, Martin Rodríguez. La canción está producida por Jorge Milliano y Cromo X, quienes forman parte del nuevo equipo musical de la artista, donde combinan elementos del reggaetón con detalles de bachata y pop.

## Promoción
Bad Gyal presentó por primera vez la canción el 2 de junio de 2025 durante un showcase en Pachá Ibiza, como parte de su gira Bikini Badness Tour. Anteriormente había publicado en TikTok un adelanto de la canción.Un días más tarde publicó en sus redes sociales, un adelanto de la canción.El 6 de junio de 2025 la canción fue publicada en las plataformas de streaming y descarga digital.

### Videoclip
El videoclip de «Da Me» fue dirigido por TORSO, apostando por una estética vanguardista. El video fue grabado en una casa de estilo minimalista, e incluye escenas de contenido erótico, coreografías acrobáticas, y un uso expresivo del cuerpo acorde a la letra de la canción.Un elemento visual que destaca durante el videoclip son las sillas «Louis Ghost» de Philippe Starck, y lámpara Taj diseñada por Ferruccio Laviani.
Bad Gyal, declaró en un directo en Instagram que se preparó físicamente durante semanas para poder realizar la coreografía sin dobles.

## Posicionamiento en las listas

### Semanales
| Listas (2025)              | Mejor posición |
| -------------------------- | -------------- |
| España (PROMUSICAE)        | 7              |
| Nicaragua (Monitor Latino) | 15             |

## Certificaciones
| País   | Organismo certificador | Certificación | Ventas certificadas | Ref.   |
| ------ | ---------------------- | ------------- | ------------------- | ------ |
| España | PROMUSICAE             | Oro           | 50 000              | [ 14 ] |